# Proacrias lividiceps
Proacrias lividiceps är en stekelart som först beskrevs av William Harris Ashmead 1894.  Proacrias lividiceps ingår i släktet Proacrias och familjen finglanssteklar. Inga underarter finns listade i Catalogue of Life.